# Piggvarar
Piggvarar (Scophthalmidae) är en familj av ordningen plattfiskar (Pleuronectiformes). Alla arter utom en hör hemma i nordöstra Atlanten, Östersjön, Medelhavet och Svarta havet. En art, Scophthalmus aquosus, återfinns i nordvästra Atlanten från Florida till Newfoundland. Familjen omfattar fem släkten med nio arter. Indelningen i arter mellan de olika släktena är emellertid omdiskuterad.
Piggvarar är vänstervända, där ryggfenan börjar vid det övre ögat. Bukfenans bas är lika lång på bägge sidor och sidolinjen går i en båge över bröstfenan. Piggvarar är rovfiskar med en förhållandevis stor mun med massiva underkäkar. Den största arten, piggvar, kan bli upp mot 100 cm. Övriga arter håller sig mellan 12 och 75 cm. Piggvarar är av stor kommersiell betydelse.

## Släkten och arter
- Lepidorhombus  Günther, 1862.  2 arter
  - fyrfläckig var (Lepidorhombus boscii)  (Risso, 1810) 
  - glasvar (Lepidorhombus whiffiagonis)  (Walbaum, 1792)

- Scophthalmus  Rafinesque, 1810.  4 arter
  - fönsterglasvar (Scophthalmus aquosus)  (Mitchill, 1815) 
  - svartahavspiggvar (Scophthalmus maeoticus)  (Pallas, 1814) 
  - piggvar (Scophthalmus maximus)  (Linnaeus, 1758) 
  - slätvar (Scophthalmus rhombus)  (Linnaeus, 1758)

- Zeugopterus  Gottsche, 1835.  3 arter
  - småvar (Zeugopterus norvegicus)  (Günther), 1862 
  - bergvar (Zeugopterus punctatus)  (Bloch, 1787) 
  - havsvar (Zeugopterus regius)  (Bonnaterre, 1788)